# Paramathes tibetica
Paramathes tibetica är en fjärilsart som beskrevs av Charles Boursin 1954. Paramathes tibetica ingår i släktet Paramathes och familjen nattflyn. Inga underarter finns listade i Catalogue of Life.